# Marutei Tsurunen
Marutei Tsurunen  (ツルネン マルテイ o 弦念 丸呈?, Tsurunen Marutei), nato Martti Turunen (Lieksa, 30 aprile 1940) è un politico finlandese naturalizzato giapponese.

## Biografia
Nacque in un villaggio della Carelia, Jaakonvaara, nel comune di Lieksa. Arrivò in Giappone come missionario della chiesa evangelica nel 1967 con la prima moglie finlandese. Nel 1974 lasciò il servizio missionario e cominciò a lavorare come insegnante e traduttore; sposò in seconde nozze una donna giapponese, e nel 1979 ottenne la cittadinanza giapponese, prendendo il nome attuale.
La sua carriera politica ebbe inizio nel 1992, quando fu eletto nel consiglio comunale di Yugawara. Si dimise tre anni dopo per candidarsi da indipendente alla Camera dei consiglieri, la camera alta, risultando il primo dei non eletti (e lo stesso accadde alle successive elezioni del 1998). Nel 2000 fu il candidato del Partito Democratico alla Camera dei rappresentanti, ma fu sconfitto dal liberaldemocratico Yōhei Kōno nella 17ª circoscrizione di Kanagawa.
Risultò il primo dei non eletti per la Camera alta anche nel 2001, candidato nelle file del PDG, e quando un anno dopo Kyosen Ōhashi si dimise, a Tsurunen riuscì l'ingresso al parlamento: era il primo giapponese di origini occidentali ad essere eletto. È stato rieletto nel 2007.